# Приморская операция
Приморская операция (4—25 октября 1922) — последняя крупная операция Гражданской войны.
Наступление белогвардейских войск «Земской рати» под командованием генерал-лейтенанта Дитерихса началось 2 сентября 1922 года в двух направлениях: с юга, вдоль Уссурийской железной дороги (в направлении на Хабаровск) и к востоку от железной дороги — в направлении на Руновку, Ольховку и Успенку. Белогвардейские части стремились выйти во фланг и тыл частей НРА ДВР, не допустить их отступления и разгромить, установив свой контроль над Приморьем.
Первоначально белые сумели занять Шмаковку и Успенку, но затем были отброшены в район станции Свиягино и разъезда Краевский.
Отразив наступление, войска НРА под командованием И. П. Уборевича перешли в контрнаступление, чтобы действиями с фронта (по линии железной дороги) и во фланг (в направлении на Спасск и Монастырище) отрезать от Владивостока и разгромить основные силы «Земской рати».

## Соотношение сил
К 3 октября 1922 года в районе станции Шмаковка была сосредоточена ударная группа НРА под командованием М. М. Ольшанского в составе 2-й Приамурской дивизии, Отдельной Дальневосточной кавалерийской бригады, Спасского партизанского отряда, авиаотряда, сапёрного батальона, минноподрывной роты и дивизиона бронепоездов (всего 10 тыс. чел., 288 пулемётов, 24 орудия, 3 бронепоезда и 3 самолёта).
В тылу были сосредоточены резервы главного командования НРА: 1-я Забайкальская дивизия (5 тыс. чел., 143 пулемёта, 18 орудий) и 5 тыс. партизан под командованием М. П. Вольского.
В это же время, перед началом Приморской операции «Земская рать» была значительно усилена (после подписания соглашения, в соответствии с которым японцам были проданы док во Владивостоке, 22 парохода и рельсы с железной дороги. В обмен Дитерихс получил 19 вагонов с оружием). Его силы насчитывали 12,8 тыс. штыков, 2700 сабель, 32 орудия, 750 пулемётов, 4 бронепоезда и 11 самолётов. При этом до трети сил белым пришлось отвлечь на борьбу с партизанским движением.

## Ход боевых действий
4 октября 1922 года силы НРА перешли в наступление.
6 октября 1922 года командование ударной группой НРА принял Я. З. Покус. К 8 октября части НРА продвинулись на юг на 50 км, овладели станцией Свиягино и отбросили силы белых к Спасскому укрепленному району.
8-9 октября состоялся штурм Спасска.
10-15 октября в ходе ожесточённых встречных боёв в районе Вознесенское и Монастырище были разгромлены основные силы белогвардейцев. В дальнейшем, развивая наступление, 2-я Приамурская дивизия во взаимодействии с партизанами заняла Никольск-Уссурийский, а подразделения 1-й Забайкальской дивизии и Дальневосточной кавалерийской бригады заняли станцию Голенка и станцию Гродеково.
19 октября около 13 часов войска НРА вышли к Владивостоку, где всё ещё находилось до 20 тыс. японских военнослужащих. Стремясь создать предлог для оставления своих войск во Владивостоке, японское командование и представитель японского министерства иностранных дел во Владивостоке стали угрожать приостановить эвакуацию, если произойдут столкновения между частями Народно-революционной армии и японскими войсками. Американский консул Макгаун также выступил в местной белогвардейской газете с заявлением о том, что «в случае опасности американскими войсками будут приняты самые решительные меры».
Военный совет Народно-революционной армии обратился к командирам, комиссарам и бойцам с призывом организованно отойти на несколько вёрст от города и ждать дальнейших указаний.
20 октября 1922 года Дитерихс и около 7 тысяч человек (его бойцов и членов их семей) прибыли в Посьет, откуда их эвакуировали на японских транспортах. В тот же день группа сибирских областников провозгласила Совет уполномоченных организаций автономной Сибири.
Было сформировано правительство во главе с А. В. Сазоновым (бывший эмиссар Временного Сибирского правительства и член Государственного экономического совещания А. В. Колчака). Министром иностранных дел стал Мстислав Головачёв. Это правительство подняло бело-зеленое сибирское знамя, но не было признано городскими властями, а 21 октября 1922 года во Владивостоке началась всеобщая стачка. Однако деятельность этого нового «правительства» ограничилась тем, что оно 22 октября расклеило по городу рукописные плакаты о принятии власти, за что и получило кличку «плакатного правительства». Кроме того, три его «министра» в тот же день сделали налёт на городскую думу с целью захватить денежную кассу, но касса оказалась уже разграбленной.
22 октября Советское правительство и правительство Дальневосточной республики обратились к Японии с протестом против затягивания японским командованием эвакуации своих войск из Владивостока.
Японское командование вынуждено было 24 октября на разъезде Седанка подписать соглашение об очищении японскими войсками Владивостока и прилегающих островов не позднее 16 часов 25 октября 1922 г.
25 октября в 16 часов вслед за уходившими войсками интервентов передовые части 1-й Забайкальской стрелковой дивизии и школа младшего командного состава 2-й Приамурской стрелковой дивизии вступили во Владивосток. Лидеры антибольшевистского движения покинули город вместе с японскими войсками. Американские наблюдатели сообщали, что прибытие Народно-революционной армии привело к восстановлению порядка и было встречено населением Владивостока радостно.
26 октября В. И. Ленин телеграфировал председателю Совета министров Дальневосточной республики:
«К пятилетию победоносной Октябрьской революции Красная Армия сделала ещё один решительный шаг к полному очищению территории РСФСР и союзных с ней республик от войск иностранцев-оккупантов. Занятие народно-революционной армией ДВР Владивостока объединяет с трудящимися массами России русских граждан, перенёсших тяжкое иго японского империализма. Приветствуя с этой новой победой всех трудящихся России и героическую Красную Армию, прошу правительство ДВР передать всем рабочим и крестьянам освобожденных областей и гор. Владивостока привет Совета Народных Комиссаров РСФСР».

## Последствия
31 октября 1922 года вместо Военно-революционного комитета, сформированного местным подпольем, появился Приморский областной военно-революционный комитет под руководством Бельского. Владивосток был фактически присоединен к Дальневосточной республике. В начале ноября 1922 года во Владивостоке с речью выступил председатель Совета министров Дальневосточной республики Кобозев.

## Память, отражение в литературе и искусстве
События Приморской операции нашли отражение в литературе, художественном и изобразительном искусстве.
- А. И. Недогонов. «Дорога на Сучан» (поэма, 1945 г.)

## День освобождения Дальнего Востока от белогвардейцев и интервентов
В советское время 25 октября в Приморском крае отмечался как праздник.
В этот день во всех населённых пунктах Приморья проходили торжественные митинги, открывались новые памятники борцам за власть Советов. Улица Алеутская во Владивостоке была переименована в улицу 25 октября (обратное переименование произошло в 1992 году).
Постановлением Думы Приморского края № 226 от 24 ноября 1995 г., в соответствии со статьей 109 Устава Приморского края, 25 октября объявлено Днем Приморского края и освобождения Дальнего Востока от иностранных интервентов и белогвардейцев.

Борцам за власть Советов на Дальнем Востоке (памятник во Владивостоке)
Памятник в Спасске-Дальнем
Памятник в Уссурийске
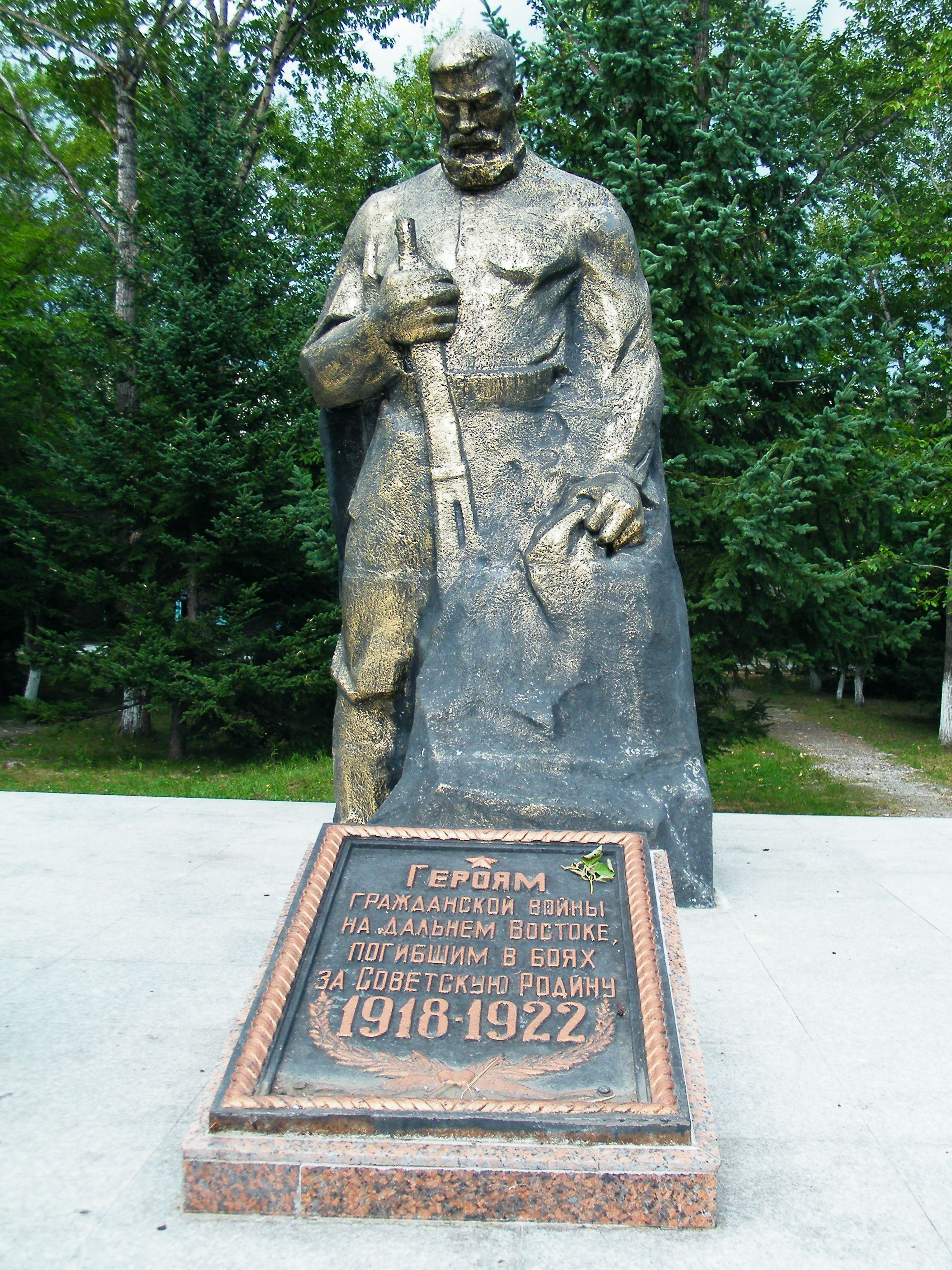
Памятник красным партизанам в селе Чугуевка